# Alexander Kanoldt
Alexander Kanoldt (Karlsruhe, 29 septembre 1881 - Berlin, 24 janvier 1939) est un peintre allemand du réalisme magique et l'un des artistes de la Nouvelle Objectivité, professeur à l'académie des arts de Berlin.

## Biographie
Le père d'Alexander Kanoldt est le peintre Edmond Kanoldt (1845-1904), un adepte tardif du mouvement nazaréen et de Sofie Kanoldt née Hellwig. Sa sœur aînée Johanna Kanoldt (1880-1940) est également peintre et écrivain. 
Pendant ses études d'art à l'académie des beaux-arts de Karlsruhe, il est l'élève d'Ernst Schurth et de Friedrich Fehr, de 1906 à 1909. C'est là qu'il rencontre Adolf Erbslöh, initialement peintre néo-impressionniste, avec qui il devient ami pour toujours. Après ses études à Karlsruhe, il va en 1908 à Munich où il rencontre un certain nombre de modernistes tels que Alexej von Jawlensky, Vassily Kandinsky, Marianne von Werefkin et Gabriele Münter, et d'autres, avec qui il fonde la Nouvelle Association des artistes munichois (NKVM) en 1909, d'où sortent les artistes du Cavalier bleu en 1911. Trois importantes expositions communes de la NKVN ont lieu à la Heinrich Thannhauser à Munich. Il devient membre de la Nouvelle sécession de Munich en 1913 avec Paul Klee, Alexej von Jawlensky, Adolf Erbslöh, Wladimir von Bechtejeff et Karl Caspar. 
Durant la Première Guerre mondiale, il sert comme officier de réserve de 1914 à 1918.
Le 23 juin 1906, il épouse à Karlsruhe la sculptrice Marga Zerener (1879-1946), originaire de Dresde, fille d'avocat et petite-fille de l'avocat de Dresde Julius Herrmann Beschorner. L'un des témoins est son ami Adolf Erbslöh, venu de Munich. Le mariage sans enfant prend fin le 7 avril 1910. Kanoldt conclut un second mariage en 1913 avec Hildegard Waydelin de Prague. Le 6 novembre 1919, il se marie avec Editha von Mayer (1880-1955) à Munich, avec qui il a deux filles . 
Après la guerre, il entretient des relations étroites avec Georg Schrimpf, avec qui il représente une variante magico-réaliste de la Nouvelle objectivité. Au cours d'un séjour plus long en Italie avec Adolf Erbslöh, il développe des paysages architecturaux à multi-perspectives, imbriqués dans la forme. En 1925, il participe à l'exposition Neue Sachlichkeit à Mannheim, où il est représenté avec la plus grande collection d'œuvres aux côtés de Max Beckmann. Ses natures mortes montrent l'influence d'André Derain et l'adaptation des idées cubistes.

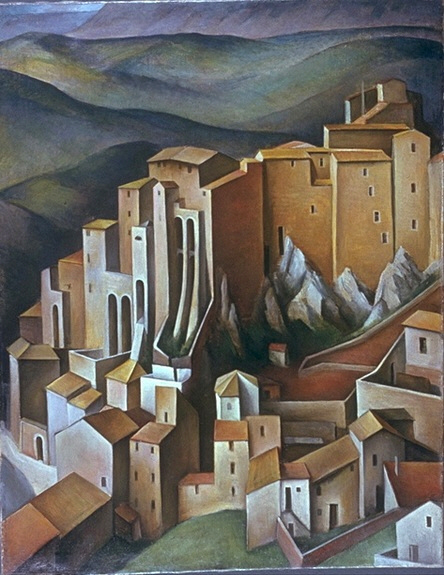
Olevano, 1927.

Au début des années 1920, Kanoldt développe le style pour lequel il est le mieux connu, un rendu réaliste magique des plantes en pots, boîtes anguleuses, fruits et tasses posées sur des tables. Il peint également des portraits dans le même style sévère ainsi que des paysages géométrisés. 
De 1925 à 1931, il est professeur à l'académie nationale des arts et métiers de Breslau. Il entre en conflit avec la faction Bauhaus de l'école, étant de plus en plus en contradiction avec les avant-gardistes. En raison de la fermeture de l'académie, il déménage à Garmisch-Partenkirchen. Il est en proie à des soucis existentiels, qu'il consigne dans des lettres. On peut y lire que jusqu'en 1932, sa principale source de revenus est constituée par les lithographies du paysage depuis sa nouvelle maison. Après 1927, il devient membre de la Sécession de Baden et à partir de 1932, membre du groupe d'artistes munichois Die Sieben. 
En 1932, Kanoldt et Erbslöh prévoient une 4e Exposition du NKVM pour 1934, à l'occasion des 25 ans de sa fondation, au Münchener Kunstverein. Ils doivent montrer des œuvres d'anciens membres de Munich et des dernières années. L'exposition ne peut se réaliser car après la Machtergreifung le 30 janvier 1933, les peintures des membres de l'ancien NKVM sont qualifiées d'art dégénéré. Kanoldt, qui a remplacé le sculpteur Edwin Scharff à la présidence du conseil d'administration de la Villa Romana en 1934, peut néanmoins aider l'expressionniste Otto Freytag à obtenir une bourse la même année. 
Kanoldt rejoint le Parti national-socialiste des travailleurs allemands en 1932. En 1933, il est nommé professeur et directeur de l'Université des arts de Berlin et sénateur à l'Académie des arts de Berlin. En 1936, il abandonne sa chaire pour des raisons de santé. Avec la montée du nazisme, Kanoldt tente d'adapter sa peinture à un style romantique, mais nombre de ses œuvres sont néanmoins saisies par les autorités comme art dégénéré en 1937. Lors de la campagne « Art dégénéré », le musée Folkwang d'Essen, la Städtische Kunstsammlung de Gelsenkirchen, la Kunsthalle de Hambourg, la Kunstverein Jena, la Kunsthalle de Mannheim, les collections d'État de Munich, le musée d'État de Münster, la Galerie municipale de Nuremberg, le musée des arts et métiers de Szczecin et le Ruhmeshalle Wuppertal-Barmen confisquent des tableaux et des dessins de Kanoldt. On ne sait pas où se trouvent la plupart de ces œuvres. 
Alexander Kanoldt décède le 24 janvier 1939 à l'âge de 57 ans dans son appartement de Berlin-Wilmersdorf.  

## Œuvres
- 1921 : Paysage d’hiver, Staatsgalerie (Stuttgart)
- 1921 : Nature morte au caoutchouc (Nature morte III), Staatliche Kunsthalle Karlsruhe
- 1926 : Nature morte sur fond bleu (sur toile 103 × 65 cm), Dresde, Staatliche Kunstammlungen, Galerie Neue Meister[11]